# ニコニコ学会β
ニコニコ学会β（ニコニコガッカイベータ）は、ニコニコ学会β実行委員会が運営するユーザー参加型の学会である。シンポジウムはニコニコ生放送で放送される。実行委員長は江渡浩一郎が務める。

## 概要
2011年11月21日、21名の研究者や実務家によって「ニコニコ研究会」が設立され、2011年12月6日に第1回ニコニコ学会βシンポジウムがニコファーレで開催された。「ニコニコ」の名称はニワンゴの許可を得て使用される。また、βが付いているのは学会未満の存在であること、ユーザーの参加によって成り立つ学会であることを意味する。運営期間は5年に設定され、第9回ニコニコ学会βシンポジウムにて「散開」宣言がなされた。
2016年11月20日、ニコニコ学会β実行委員会を解散し、コミュニティと交流の機能を保持することを目的としたニコニコ学会β交流協会の発足が発表された。

## 関係者

### ニコニコ学会β実行委員会
- 顧問

　　竹内郁雄（早稲田大学理工学術院 教授／東京大学 名誉教授）
- 委員長

　　江渡浩一郎（産業技術総合研究所 研究員）
- 幹事

　　岡本真（アカデミック・リソース・ガイド株式会社 代表取締役）
　　八谷和彦（株式会社ペットワークス 取締役、東京芸術大学 先端芸術表現科 准教授）
　　濱崎雅弘（産業技術総合研究所 情報技術研究部門 研究員）
　　福地健太郎（明治大学 准教授）
　　Myrmecoleon（明治大学 米沢嘉博記念図書館 職員）
- 委員

　　青木俊介（ユカイ工学株式会社 代表）
　　稲見昌彦（慶應義塾大学 大学院 メディアデザイン研究科 教授）
　　大向一輝（国立情報学研究所 准教授、株式会社グルコース 取締役）
　　後藤真孝（産業技術総合研究所 情報技術研究部門 上席研究員 兼 メディアインタラクション研究グループ長）
　　高須正和（チームラボ株式会社）
　　武田英明（国立情報学研究所 情報学プリンシプル研究系 教授、総合研究大学院大学 複合科学研究科 情報学専攻 教授）
　　千野裕司（株式会社ドワンゴ 執行役員 ニコニコ事業本部長）
　　塚田浩二（お茶の水女子大学 特任助教、科学技術振興機構さきがけ）
　　豊田正史（東京大学 生産技術研究所 准教授）
　　中西泰人（慶應義塾大学 環境情報学部 准教授）
　　中村聡史（京都大学 大学院 情報学研究科 特定准教授）
　　濱野智史（株式会社日本技芸リサーチャー）
　　宮下芳明（明治大学 理工学部 情報科学科 准教授）
　　吉川日出行（みずほ情報総研株式会社 ビジネスコンサルティング部）
　　暦本純一（東京大学 大学院 情報学環 教授）
- 実行委員

　　新井俊一（ソフトウェア技術者連盟 理事長）
　　石橋秀仁（ゼロベース株式会社 代表取締役社長）
　　岡田良太郎（Asterisk Research, Inc.）
　　加藤文彦（情報・システム研究機構）
　　鳴海拓志（東京大学 助教）
　　野田陽（ニコニコ技術部 akira_you）
- 運営委員長

　　1代目：岡本真（アカデミック・リソース・ガイド株式会社 代表取締役／プロデューサー）
　　2代目：高井浩司（ガレージ／ディレクター）
　　3代目：くとの（チームSRSIV 代表）

### 発起人一覧
（50音順）
- 青木俊介（ユカイ工学代表／チームラボ株式会社取締役）
- 五十嵐健夫（東京大学大学院 教授）
- 稲見昌彦（慶應義塾大学大学院 教授）
- 江渡浩一郎（産業技術総合研究所 研究員）
- 大向一輝（国立情報学研究所 准教授）
- 岡田良太郎（株式会社テックスタイル 代表取締役）
- 岡本真（アカデミック・リソース・ガイド株式会社 代表取締役／プロデューサー※事務局長）
- 後藤真孝（産業技術総合研究所 上席研究員）
- 高須正和（チームラボ株式会社 マーケティングプランナー）
- 竹田茂（スタイル株式会社 メディアプロデューサ）
- 武田英明（国立情報学研究所 教授）
- 竹内郁雄（早稲田大学理工学術院 教授／東京大学 名誉教授）
- 千野裕司（株式会社ドワンゴ 執行役員 ニコニコ事業本部長）
- 塚田浩二（お茶の水女子大学 特任助教）
- 豊田正史（東京大学 准教授）
- 苗村健（東京大学 准教授）
- 中西泰人（慶應義塾大学 准教授）
- 中村聡史（京都大学大学院 特定准教授）
- 八谷和彦（メディアアーティスト）
- 濱崎雅弘（産業技術総合研究所 研究員）
- 濱野智史（株式会社日本技芸 リサーチャー）
- 福地健太郎（明治大学 特任准教授）
- 桝山寛（mishmash＊プロデューサー）
- 宮下芳明（明治大学 准教授）
- 宮島靖（ソニー株式会社 技術開発本部）
- Myrmecoleon（Paradoxical Library）
- 吉川日出行（みずほ情報総研 シニアマネジャー）
- 暦本純一（東京大学大学院 教授）

## 受賞
- グッドデザイン賞 グッドデザイン・ベスト100（2012年）[2][3]
- アルス・エレクトロニカ DIGITAL COMMUNITIES 部門 栄誉賞  (2013年)[4]
- 文部科学大臣表彰 科学技術賞 理解増進部門 「イノベーションを共創する市民参画型研究の普及啓発」(2017年)[5]

## スポンサー
株式会社ニワンゴ
ソネットエンタテインメント株式会社
株式会社アノドス
クウジット株式会社
NECビッグローブ株式会社
株式会社実業之日本社
株式会社ディジティ・ミニミ
株式会社電通
ヤフー株式会社
株式会社リクルートテクノロジーズ
株式会社博報堂
日本菌学会

## 活動内容

### シンポジウム
- 第1回ニコニコ学会βシンポジウム：2011年12月6日＠六本木ニコファーレ[6]
- 第2回ニコニコ学会βシンポジウム：2012年4月28日・29日＠ニコニコ超会議[7]
- 第3回ニコニコ学会βシンポジウム：2012年12月22日＠六本木ニコファーレ[8]
- 第4回ニコニコ学会βシンポジウム：2013年4月27日・28日＠ニコニコ超会議2[9]
- 第5回ニコニコ学会βシンポジウム：2013年12月21日＠六本木ニコファーレ[10]
- 第6回ニコニコ学会βシンポジウム：2014年4月26日・27日＠ニコニコ超会議3[11]
- 第7回ニコニコ学会βシンポジウム：2014年12月20日＠六本木ニコファーレ[12]
- 第8回ニコニコ学会βシンポジウム：2015年4月25日・26日＠ニコニコ超会議2015[13]
- 第9回ニコニコ学会βシンポジウム：2015年12月19日＠六本木ニコファーレ[14]

### 研究会
- ニコニコ学会βデータ研究会
- 菌放送局（くさびらほうそうきょく）
- ニコニコ学会βＹＯＵＴＨ
- ニコニコ学会β気象研究会
- ニコニコ学会β宇宙研究会
- ニコニコ学会β運動会部

## 研究100連発
ニコニコ学会βによって開発されたプレゼンテーションの手法。従来の学会発表などとは異なり、１つの研究を掘り下げて説明するのではなく、20の研究トピックを通じて研究者としてのパーソナルヒストリーを見せる。5名のプロの研究者がそれぞれ20トピックを15分で発表する。研究100連発のルーツは2010年の「WISS」で五十嵐健夫による「デモ100連発」より着想を得たとしている。
研究100連発はニコニコ学会βに留まらず、科学技術振興機構が主催するサイエンスアゴラや、国立情報学研究所のオープンハウス、ニコニコ技術部のNT金沢などでも実施されている。
なお、科学技術振興機構が研究100連発の実施フォーマット概要を取りまとめて公開している。

## 関連書籍
- 江渡浩一郎編『ニコニコ学会βを研究してみた』河出書房新社、2012年。ISBN 9784309245911
- 江渡浩一郎・ニコニコ学会β実行委員会著『進化するアカデミア――「ユーザー参加型研究」が連れてくる未来』イースト・プレス、2013年。ISBN 9784781609959
- 江渡浩一郎・くとの編著『ニコニコ学会βのつくりかた――共創するイベントから未来のコミュニティへ』フィルムアート社、2016年。ISBN 9784845915910

### 電子書籍
- ニコニコ学会β実行委員会『総力特集　ニコニコ学会βの野望って何ですか？　月刊ニコニコ学会β創刊準備号』ブックウォーカー、2013年。 https://www.amazon.co.jp/dp/B00GJFDACU
- ニコニコ学会β実行委員会『ニコニコ学会βが栄誉賞を受賞した2013アルス・エレクトロニカに行ってみた　月刊ニコニコ学会β01』ブックウォーカー、2013年。 https://www.amazon.co.jp/dp/B00HCZJVCO
- ニコニコ学会β実行委員会『「つくる」とニコニコ学会β　月刊ニコニコ学会β02』ブックウォーカー、2014年。 https://www.amazon.co.jp/dp/B00I0LKVI2
- ニコニコ学会β実行委員会『ニコニコ学会βと生命の小宇宙　月刊ニコニコ学会β03』ブックウォーカー、2014年。 https://www.amazon.co.jp/dp/B00IUAYJFY
- ニコニコ学会β実行委員会『第6回ニコニコ学会βシンポジウム直前号―この登壇者に注目！　月刊ニコニコ学会β０４』ブックウォーカー、2014年。 https://www.amazon.co.jp/dp/B00JRU5NL0
- ニコニコ学会β実行委員会『第6回ニコニコ学会βシンポジウム速報レポート～魔術師たちの楽園で起こったこと～月刊ニコニコ学会β05』ブックウォーカー、2014年。 https://www.amazon.co.jp/dp/B00KSV9HZU
- ニコニコ学会β実行委員会『落雷・竜巻・ゲリラ豪雨から身を守れ！―気象学者たちが語る本当にヤバい「夏の天気」　月刊ニコニコ学会β06』ブックウォーカー、2014年。 https://www.amazon.co.jp/dp/B00LIKLTJ2
- ニコニコ学会β実行委員会『生活に、研究を。―ユーザー参加型研究の現在とこれから　第7回シンポジウムアーカイブ＆登壇直後インタビュー　月刊ニコニコ学会β07』ブックウォーカー、2015年。 https://www.amazon.co.jp/dp/B00SKMAVG8
- ニコニコ学会β実行委員会『ひろがる知的興奮コミュニティ―ニコニコ学会βが育んだもの　月刊ニコニコ学会β08』ブックウォーカー、2015年。 https://www.amazon.co.jp/dp/B00V4D4ZEE